# Euploea eugenia
Euploea eugenia är en fjärilsart som beskrevs av Hans Fruhstorfer 1910. Euploea eugenia ingår i släktet Euploea och familjen praktfjärilar. Inga underarter finns listade i Catalogue of Life.